# Naissance en 1402
Naissance
- 1398
- 1399
- 1400
- 1401
- 1402
- 1403
- 1404
- 1405
- 1406

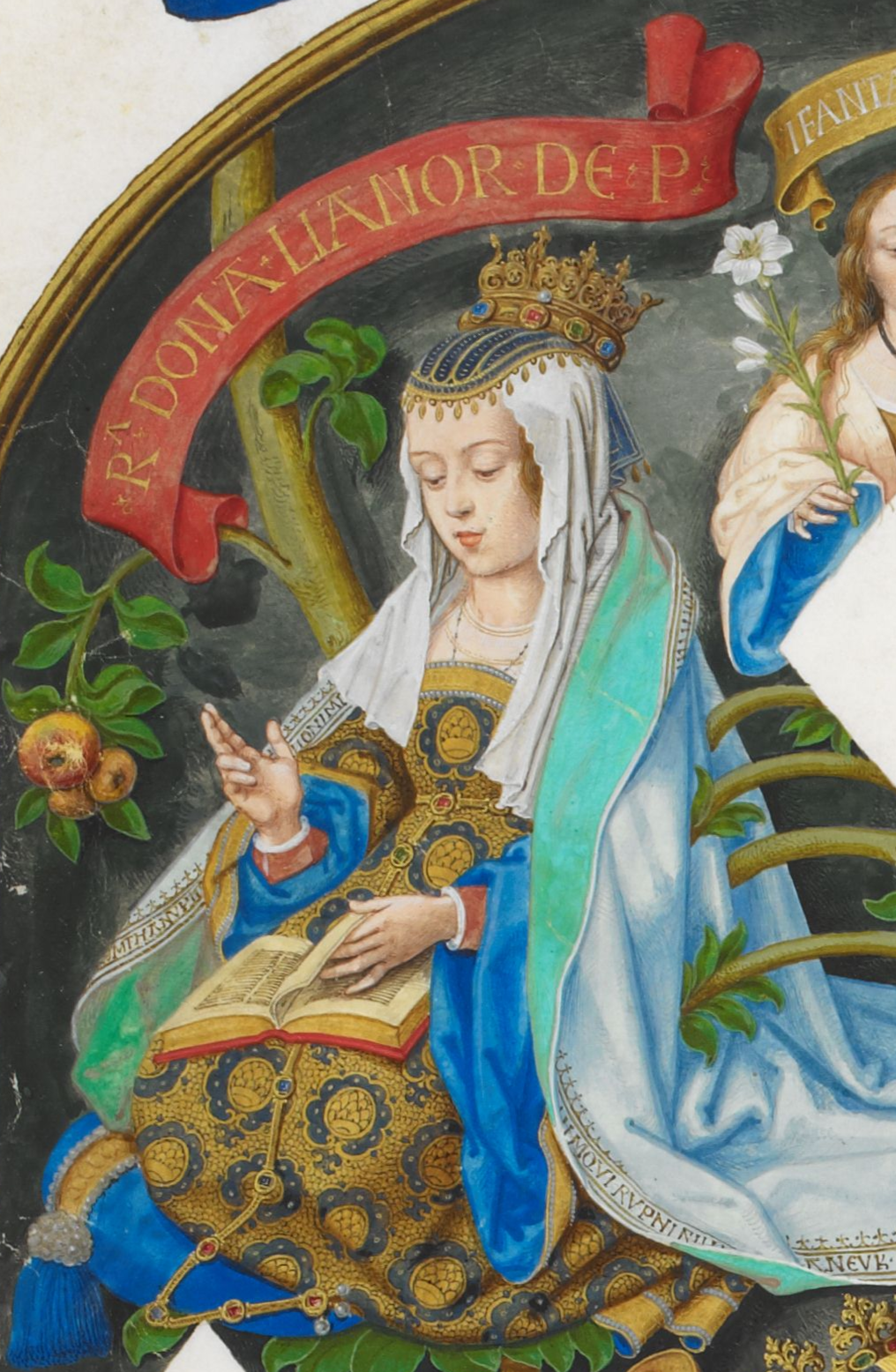
Éléonore d'Aragon, né en 1402.

Cette page dresse une liste de personnalités nées au cours de l'année 1402  :
- 1er février: Éléonore d'Aragon, ou Aliénor d'Aragon, reine consort de Portugal.
- 6 février: Louis Ier de Hessse, landgrave de Hesse.
- 28 avril : Nezahualcoyotl, qui deviendra souverain de la ville de Texcoco au Mexique, poète, philosophe et architecte.
- 7 juin : Ichijō Kaneyoshi,  aussi connu sous le nom Ichijō Kanera, régent sesshō et kampaku.
- 15 août : Humphrey Stafford, 1er duc de Buckingham.
- 29 septembre: Ferdinand de Portugal, infant de Portugal.
- octobre : Isabelle de Bragance,  noble portugaise.

- Bartolomeo Aicardi Visconti, pseudo-cardinal italien.
- Anne d'Armagnac,  noble française.
- Jean II de Montmorency, baron de Montmorency, grand chambellan de France.
- Konoe Fusatsugu, régent kampaku.
- Muhammad Juki, prince timouride.
- Denys le Chartreux,  prêtre de l'ordre des Chartreux, mystique, théologien et écrivain spirituel.
- Rinaldo Orsini, condottiere italien.

## Crédit d'auteurs
- Cet article est partiellement ou en totalité issu de l'article intitulé « 1402 » (voir la liste des auteurs).